# Heliamphora folliculata
Heliamphora folliculata es una especie de planta carnívora perteneciente a la familia Sarraceniaceae. Es un endemismo de los Tepuys del grupo Aparaman en Venezuela donde crece en las cuatro montañas: Aparaman Tepui, Murosipan Tepui, Tereke Tepui y Kamakeiwaran Tepui.

## Descripción
Las hojas en forma de cuchara de contienen el néctar de esta especie, con gigantescos nectarios extraflorales en su cámara interna, puede haber evolucionado para evitar que la lluvia lave el energéticamente costoso néctar producido por la planta.

## Taxonomía
Heliamphora folliculata fue descrita por Wistuba, Harbarth & Carow y publicado en Carnivorous Plant Newsletter 30(4): 120, en el año 2001.
Etimología
Deriva del latín folliculatus = que tiene folículos.